# Caecilia bokermanni
Caecilia bokermanni là một loài lưỡng cư thuộc họ Caeciliidae.
Loài này có ở Colombia, Ecuador, và có thể cả Peru.
Môi trường sống tự nhiên của chúng là rừng ẩm vùng đất thấp nhiệt đới hoặc cận nhiệt đới.